# Passiflora organensis
Passiflora organensis is een passiebloem die niet bekendstaat om zijn bloemen, maar om zijn kleurrijke bladeren. De plant is vernoemd naar de Organ Mountains, wat de Engelse naam is voor zijn vindplaats, het nationaal park Serra dos Órgãos in de deelstaat Rio de Janeiro in Brazilië. In ditzelfde gebied is ook Passiflora actinia endemisch.
De stengels zijn hoekig. In de bladoksels ontspringen de ranken waarmee de plant zich vasthecht. De bladstelen zijn 1,5–3 cm lang. De afwisselend geplaatste bladeren zijn twee- of zelden drielobbig en 3-7 × 2,5–10 cm groot. Op de bladschijf zitten nectarklieren. De bovenzijde van de bladschijf is donkergroen met vlekken, die groen, crèmekleurig en paars kunnen zijn. De intensiteit van de kleuren van deze vlekken hangt af van de temperatuur en de voorziening van nutriënten en sporenelementen. Aan de onderkant is de bladschijf lichtviolet tot paars.
Passiflora organensis komt in vergelijking met andere soorten uit het ondergeslacht Decaloba moeilijker in bloei. De bloemstelen zijn tot 4 cm lang en staan meestal in paren in de bladoksels. De bloemen zijn crèmewit met paars en 3–4,2 cm breed. De kelkbladeren zijn crèmewit of crèmewit met paars en tot 2 × 0,6 cm groot. De kroonbladeren zijn crèmewit of crèmewit met paars en tot 1 × 0,4 cm groot. De corona bestaat uit een rij van circa 0,5 cm lange filamenten, die in de onderste helft crèmekleurig en in de bovenste helft paars zijn. In het midden van de corona bevindt zich de androgynofoor. De vruchten zijn bolvormig, 1–1,5 cm groot en zwart van kleur.
De plant is niet geschikt om gekweekt worden in aarde die te veel veen bevat, omdat dit water te lang vasthoudt. De plant groeit het beste in een mengsel van gewone potgrond en cactusaarde. Als deze plant in een broeikas wordt gekweekt, heeft de plant te lijden onder periodes met hoge temperaturen. De plant moet dan afgeschermd worden op een beschutte plaats of buiten worden gekweekt. In de winter kan de plant in de vensterbank of in de gematigde kas worden gekweekt. De plant kan vermeerderd worden door zaaien of stekken.
... · 
P. alata · 
P. aurantia · 
P. biflora · 
P. caerulea (Blauwe passiebloem) · 
P. citrina · 
P. coccinea · 
P. coriacea · 
P. edmundoi · 
P. edulis · 
P. edulis forma edulis · 
P. edulis forma flavicarpa · 
P. foetida · 
P. gibertii · 
P. herbertiana · 
P. incarnata · 
P. jorullensis · 
P. kermesina · 
P. laurifolia · 
P. ligularis · 
P. lindeniana · 
P. loefgrenii · 
P. lutea · 
P. morifolia · 
P. murucuja · 
P. organensis · 
P. picturata · 
P. punctata · 
P. quadrangularis · 
P. racemosa · 
P. rubra · 
P. serratifolia · 
P. suberosa · 
P. subpeltata · 
P. tarminiana · 
P. tulae · 
P. vitifolia · 
P. xishuangbannaensis · 
P. yucatanensis · 
...